# Máxima (filosofía)
Una máxima es una expresión concisa de una regla  moral o principio fundamental, ya sea considerado como  objetivo o  subjetivo dependiente de la filosofía. Una máxima es a menudo  pedagógica y motiva acciones específicas. El Oxford Dictionary of Philosophy lo define como:

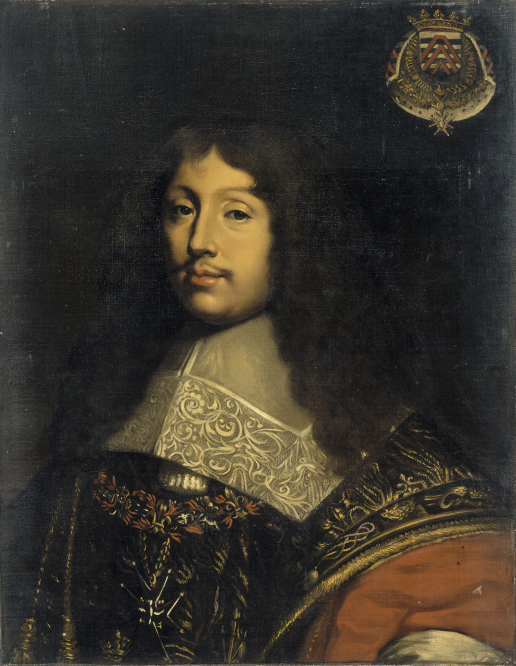
François de La Rochefoucauld, autor de Máximas: reflexiones o sentencias y máximas morales.

Generalmente cualquier regla o guía simple y memorable para vivir; por ejemplo, "ni un prestatario ni un prestamista".  Tennyson habla de "un pequeño cúmulo de máximas que predican en el corazón de una hija (Locksley Hall), y las máximas generalmente se han asociado con un enfoque" folk o copy-book a moral ity.

## Ética deontológica
En ética deontológica, principalmente en ética kantiana, las máximas se entienden como principios  subjetivos de acción. Se piensa que una máxima es parte del proceso de pensamiento de un agente para cada acción racional, indicando en su forma estándar: (1) la acción o tipo de acción; (2) las condiciones en las que se realizará; y (3) el fin o propósito que se logrará mediante la acción o el motivo. La máxima de una acción a menudo se denomina intención del agente. En la ética kantiana, el imperativo categórico proporciona una prueba de las máximas para determinar si las acciones a las que se refieren son correctas, incorrectas o permisibles.
El imperativo categórico se establece canónicamente como: "Actúa solo de acuerdo con la máxima por la cual puedes, al mismo tiempo, querer que se convierta en una ley universal".
En su Crítica de la razón práctica, Immanuel Kant proporcionó el siguiente ejemplo de una máxima y de cómo aplicar la prueba del imperativo categórico:
 Por ejemplo, he hecho mi máxima aumentar mi riqueza por cualquier medio seguro. Ahora tengo un depósito en mis manos, cuyo propietario ha fallecido y no dejó constancia de él. Por lo tanto, aplico la máxima al presente caso y pregunto si realmente podría tomar la forma de una ley y, en consecuencia, si podría, mediante mi máxima, al mismo tiempo dar una ley como ésta: que todos puedan negar un depósito que nadie puede probar que se ha hecho. Inmediatamente me doy cuenta de que tal principio, como ley, se aniquilaría a sí mismo, ya que provocaría que no hubiera ningún depósito.
Además, se dice que una acción tiene "valor moral" si la máxima sobre la que actúa el agente cita el propósito de ajustarse a un requisito moral. Es decir, la acción de una persona tiene valor moral cuando cumple su deber simplemente por el deber, o hace lo correcto por la razón correcta. El propio Kant creía que es imposible saber si la acción de alguien ha tenido alguna vez valor moral. A alguien le puede parecer que ha actuado enteramente "por deber", pero esto siempre puede ser una ilusión de interés propio: de querer verse a sí mismo en la mejor y más noble luz. Esto indica que los agentes no siempre son los mejores jueces de sus propias máximas o motivos.

## Conocimientos personales
Michael Polanyi en su explicación del conocimiento tácito enfatizó la importancia de la máxima para enfocar los modos de comprensión tanto explícitos como implícitos. "Las máximas son reglas, cuya aplicación correcta es parte del arte que gobiernan... Las máximas solo pueden funcionar dentro de un marco de conocimiento personal (es decir, experiencial)".